# 長崎区
長崎区（ながさきく）は、1878年（明治11年）に長崎県によって設置された行政区。1889年（明治22年）の市制施行により長崎市となった。

## 沿革
- 1878年（明治11年）
  - 10月28日 - 長崎県、郡区町村編制法の公布により、従来の大小区制を廃止し、長崎市街一円を「長崎区」とする。
    - 議政機関として「区会」（長崎市議会の前身）、執行機関として「区役所」（長崎市役所の前身）が勝山小学校内に設置される。
    - 初代区長（長崎市長の前身）に家永恭種が任命される（10月21日）。

  - 11月20日 - 長崎区役所（長崎市役所の前身）が開庁。
  - 12月 - 区内各町を6部に区分し、各区公選により戸長を選出。区役所の隣に戸長役所を設置。当初の町数は87。
- 1879年（明治12年）12月 - 戸長役所を長崎区戸長役所に改称。
- 1881年（明治14年）12月 - 長崎区戸長役所を廃止。これにより区政はすべて区長の掌握するところとなる。
- 1882年（明治15年）
  - 1月 - 第3代区長の朝永東九郎が学務委員に任命される。
  - 3月15日 - 長崎学区学務委員事務所が勝山小学校内に設置される。
  - 7月9日 - 初めて長崎区会（長崎市議会の前身）が開設され、議長に西道仙が選任される。
    - この年、連合町会において区会設置を議決し、区会規則の制定および選挙法を定め、議員定数を40名とし、任期を4年、2年後に半数改選を行うことに決定。

  - 12月 - 区役所を磨屋町の薬師寺自暁宅に移転。
- 1883年（明治16年）
  - 9月 - 長崎区会、区役所・戸長事務取扱所・議事堂の新築を議決。
  - 9月 - 教育令の改正により、学務委員が廃止される。
  - 12月 - 桜町に敷地372坪あまりを購入し、区役所・戸長事務取扱所・議事堂の建設が着工。
- 1884年（明治17年）
  - 4月 - 桜町に区役所・戸長事務取扱所・議事堂が完成（工費は約6,953円）。
  - 5月1日 - 開庁式を挙行。
  - 5月4日 - 新庁舎にて業務を開始。
  - 5月7日 - 区町村会法の改正により、長崎区では新たに区会規則・議事細則が定められ、議員定数は10名とし、任期を6年、3年ごとに半数改選を行うこととする。
- 1885年（明治18年）8月 - 長崎区立長崎商業学校を設立。
- 1886年（明治19年）5月1日 - 前年のコレラ流行を受け、防疫対策として政府の補助を得て長崎県とともに下水路の整備に着手。
- 1889年（明治22年）
  - 1月22日 - 臨時区会、区立水道敷設案を可決。
  - 1月25日 - 金井区長、水道敷設工事を長崎県に委託。（同年4月22日に長崎県は本河内高部水道敷設工事に着手。1891年（明治24年）3月に完成）。
  - 2月2日 - 内務大臣により、長崎に市制施行の旨が指定される。
  - 3月5日 - 以上の内務大臣の指定を受け、長崎県は県令18号で同年4月1日以降の長崎市の市域を定める。また県令21号で長崎区に市制を施行する旨を発令。
    - 当時の長崎区の市街は総町90町、戸数6,846戸、人口4万3,351人。市域に編入された区域は上長崎村のうち船津郷（全部）・馬場郷（全部）・岩原郷（一部）・片淵郷（一部）・夫婦川郷（一部）・伊良林郷（一部）、下長崎村のうち高野平郷（一部）・小島郷（一部）・十善寺郷（一部）で戸数は1,477戸、人口7,299人（1888年（明治21年）12月31日時点）

  - 4月1日 - 市制施行により、「長崎市」となる。面積7km²（推定）、戸数9,230戸、人口5万4,502人。

## 歴代区長
- 初代 - 家永恭種（1878年（明治11年）10月21日 - 1879年（明治12年）1月24日までの3ヶ月間）
- 第2代 - 稲田又左衛門（1879年（明治12年）1月27日 - 1880年（明治13年）8月28日までの1年7ヶ月間）
- 第3代 - 朝永東九郎（1880年（明治13年）9月21日 - 1886年（明治19年）8月12日までの6年間）
- 第4代（最終） - 金井俊行（1886年（明治19年）8月12日 - 1889年（明治22年）3月31日までの2年7ヶ月間）- 元職:佐賀県大書記官

## 参考資料
- 「市制百年 長崎年表」（1989年（平成元年）4月1日, 長崎市役所）